# Syngonium
Syngonium es un género con 60 especies de plantas con flores de la familia Araceae. es originario de México y América tropical.

## Descripción
Son cepas leñosas de crecimiento que alcanza alturas de 10-20 metros o más en los árboles.  Tienen hojas que cambian de forma según la fase de crecimiento de la planta, las formas de las  hojas en los adultos son a menudo mucho más lobuladas que las formas juveniles. Tanto Anthurium schlechtendalii como Syngonium podophyllum son especies utilizadas como remedios tradicionales para el tratamiento de enfermedades inflamatorias graves y crónicas. Plantas usadas como remedio antiinflamatorio presentan propiedades anticancerígenas. 

## Taxonomía
El género fue descrito por Heinrich Wilhelm Schott y publicado en Wiener Zeitschrift für Kunst, Litteratur, Theater und Mode 1829(3): 780. 1829. La especie tipo es: Syngonium auritum

## Morfología y anatomía
Es una planta herbácea siempreverde alargada, trepadora o rastrera que alcanza una altura de 10 a 20 m con un tipo de crecimiento simpodial, sin ramas (se ramifica solo después del daño en el meristema apical), de sección transversal cilíndrica a ovalada. Después de que las inflorescencias han brotado de la parte superior del tallo, éste deja de crecer y del brote lateral, colocado dos nudos por debajo de la parte superior del tallo, se forma un nuevo brote principal.

El tallo alcanza varios milímetros de diámetro en plantas juveniles y hasta 6 cm de diámetro (promedio de 1 a 2 cm) en plantas maduras. En las plantas juveniles, el tallo es verde y realiza la fotosíntesis, pero con la edad las células vegetales del tallo pierden clorofila. Los tallos trepadores tienen entrenudos alargados y son elásticos hasta cierto punto, sin embargo, después de doblarse, la piel del tallo a menudo se rompe y se pela, volviéndose marrón o amarillenta. El tallo en sección muestra una capa distinta de la planta directamente debajo de la piel del tallo. El borde entre el colénquima y el tallo del tallo está poco rayado. En el parénquima, los granos de almidón se distribuyen aleatoriamente. El tejido del tallo también contiene idioblastos con cristales de oxalato de calcio y drusas. El tallo también contiene células secretoras, que contienen taninos y jugo de leche, que se solidifica en el aire.

Justo debajo de cada nudo hay dos tipos de raíces adventicias: un manojo de raíces pegajosas y una sola raíz, cuya función es suministrar nutrientes a la planta. Follaje retorcido con divergencia 2/25, a veces perturbado por una ligera torsión del tallo. Los pecíolos de las hojas siempre forman una vagina ancha y distinta, con una longitud que va desde la mitad hasta casi la parte superior de la cola. La parte superior de la vagina a menudo termina lentamente, es puntiaguda y redondeada. El pecíolo de las especies pertenecientes a la sección oblongatum informal se ensancha y se extiende más allá de la base de la placa. Hay muchas cámaras de aire intercelulares en los tejidos de los pecíolos, lo que los vuelve blandos y quebradizos. En sección transversal, los pecíolos son redondeados en el lado axial y acanalados individualmente en el lado axial. Las colas de las hojas juveniles a menudo están acanaladas. Las láminas de las hojas de las ramitas son diversas en juveniles, transitorias y maduras, difiriendo en la forma de la placa. Las plantas a menudo comienzan a florecer antes de que emerjan las hojas maduras, lo que condujo a una descripción engañosa de nuevos tipos de ramitas.

Pinzas pinnadas primitivas, que convergen en 3 a 5 haces conductores separados. La línea marginal situada más alejada del borde de la placa es la más grande, formada por las venas laterales más bajas. Además, las líneas marginales más pequeñas están formadas por venas primarias o venas secundarias más altas y más pequeñas. A menudo, los haces marginales cuarto y quinto no son visibles a simple vista. El uso del orden distal crea nervio retiniano.

### Hojas
La forma de las láminas de las hojas es una característica que divide el género en grupos informales:
- Cordatum - hojas juveniles enteras, ovadas o elípticas; hojas maduras, ovoide-elípticas, oblongo-ovadas u ovadas, menos a menudo en forma de flecha y ligeramente estrechadas
- Oblongatum - hojas oblongas juveniles y maduras para longitudinal-elíptica u ovoide-elíptica
- Pinnatilobum: hojas juveniles en forma de huevo, a menudo con una raíz en forma de corazón, hojas maduras divididas, lobuladas estrechamente
- Syngonium - hojas juveniles, ovadas o elípticas enteras; hojas maduras bisectrices de hasta 11 secantes y en forma de abanico; el grado de necrosis de las hojas maduras depende de la edad de la hoja y de su posición en el tallo, las hojas más viejas y más altas del tallo son más complicadas que las juveniles y más bajas. Las hojas no maduras del todo de las plantas que empiezan a trepar son flecha o lanza.

### Flores
Plantas monoflorales, formando de 1 a 11 inflorescencias, del tipo de matraz. Las inflorescencias siempre se forman en la parte superior del brote principal. Acompañan pedúnculos casi siempre elevados y de sección triangular o casi cilíndrica, con una nervadura abierta en un lado. Los pedúnculos son relativamente cortos, pero se prolongan después de la fertilización de las flores y se doblan hacia el suelo bajo el peso de la fruta madura.

Durante la floración, la inflorescencia se estira, creando una "copa" más o menos esférica en la parte posterior de la vagina. El interior de la vagina es generalmente blanco o blanco cremoso en la parte superior, al nivel de las cámaras a menudo con un color rojo o violeta. Para algunas especies (por ejemplo, S. negligencia), la vagina se desvía hacia atrás, revelando el trasero por completo. Después de la decoloración, la funda se cierra y la parte superior se seca. El matraz de la inflorescencia, que es mucho más corto que la vagina, se divide en tres secciones: la más baja, cubierta de flores femeninas de color verdoso o naranja claro, que alcanzan una longitud de 7 a 48 mm, una abertura central, a veces ancha, cubierta de estataminaria y un fragmento de pico, ensanchado, cubierto de flores masculinas blancas.

Cada flor femenina consta de dos (raramente tres) carpelos fusionados. Los estafilococos suelen ser del tamaño de las flores masculinas fértiles, pero de forma más irregular. Las flores masculinas constan de 4 cabezas de bastoncillos, casi sentadas, unidas en mayor o menor medida en el sinandrio, con ápice truncado y bordes romboidales, pentagonales o hexagonales, rara vez aserrados. Las anteras están conectadas con un conector grueso, se abren por un pequeño espacio debajo del conector.

### Frutos
El fruto es un fruto compuesto ovoide, multigire, rodeado por una cámara de inflorescencia vaginal, que a veces se rompe y se enrolla, revelando un fruto que suele ser pardo y muy aromático (semillas arrojadas por mamíferos) o blanco (en S. mauroanum, S. triphyllum y S. wendlandii, semillas esparcidas por pájaros). Cada fruto contiene de 50 a 100 semillas, que suelen ser ovadas o cilíndricas, con dimensiones de 5-10 × 3-6 mm, con extremos redondeados. Las cáscaras de las semillas son negras o marrones, delgadas y brillantes. Las semillas pierden su capacidad de germinar después del secado.

### Géneros relacionados
Representantes del género philodendron, de los cuales los gemelos difieren principalmente en los ovarios conjugados de 1-3 cámaras (en el caso del género philodendron, los ovarios son libres y de múltiples cámaras) y semillas sin endospermas. Cuando no florece, Syngonium se puede distinguir de los filodendros en las hojas no catalizables y del monofilamento submarginal claramente visible ubicado a 3–10 mm del borde de la hoja.

### Propagación
Syngonium es fácil de propagar y su propagación se puede hacer fácilmente en agua o suelo mediante esquejes. Simplemente obtenga un esqueje perfecto o adecuado y plántelo en agua o suelo y proporcione las mejores condiciones de cuidado.

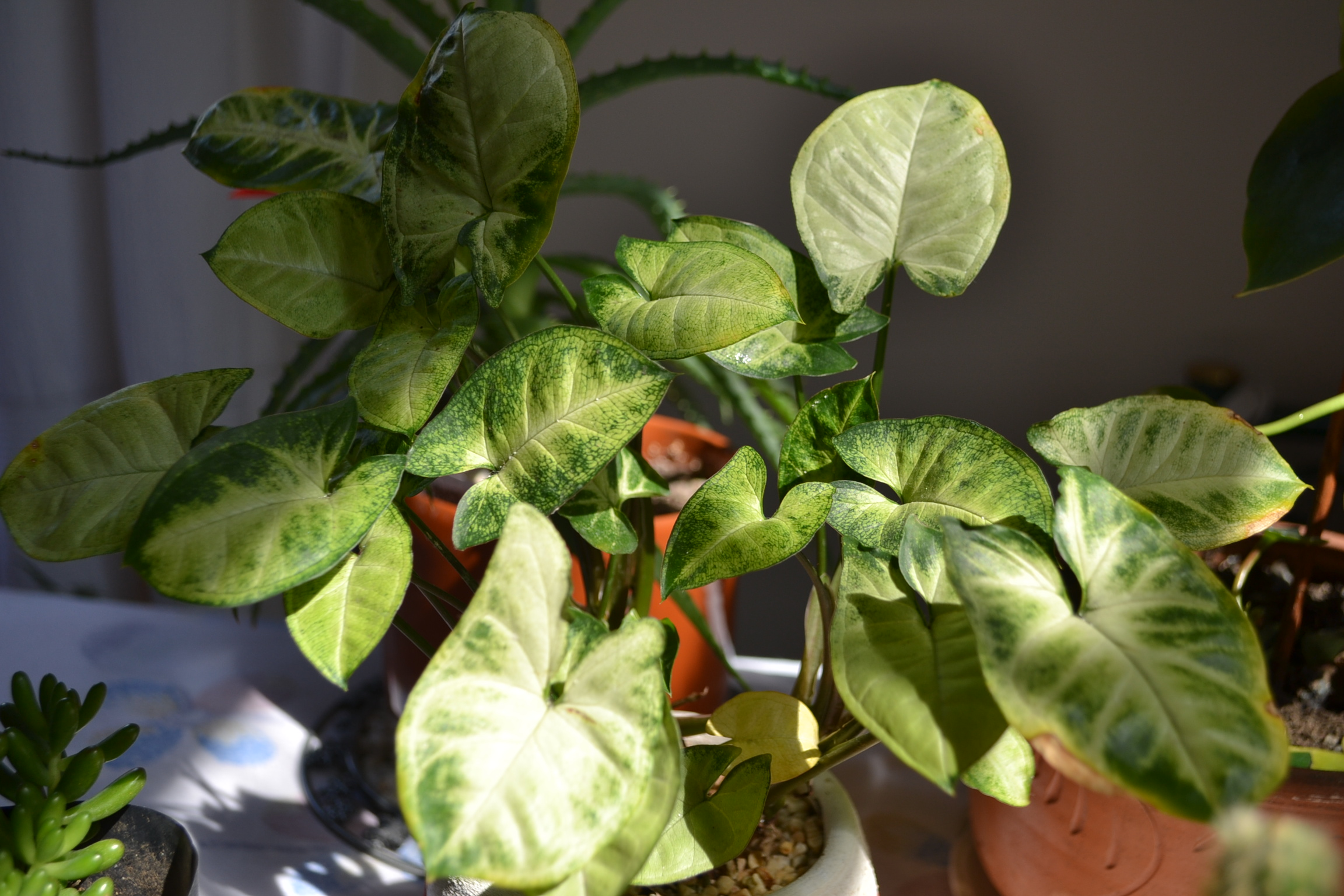
Sygonium

## Especies

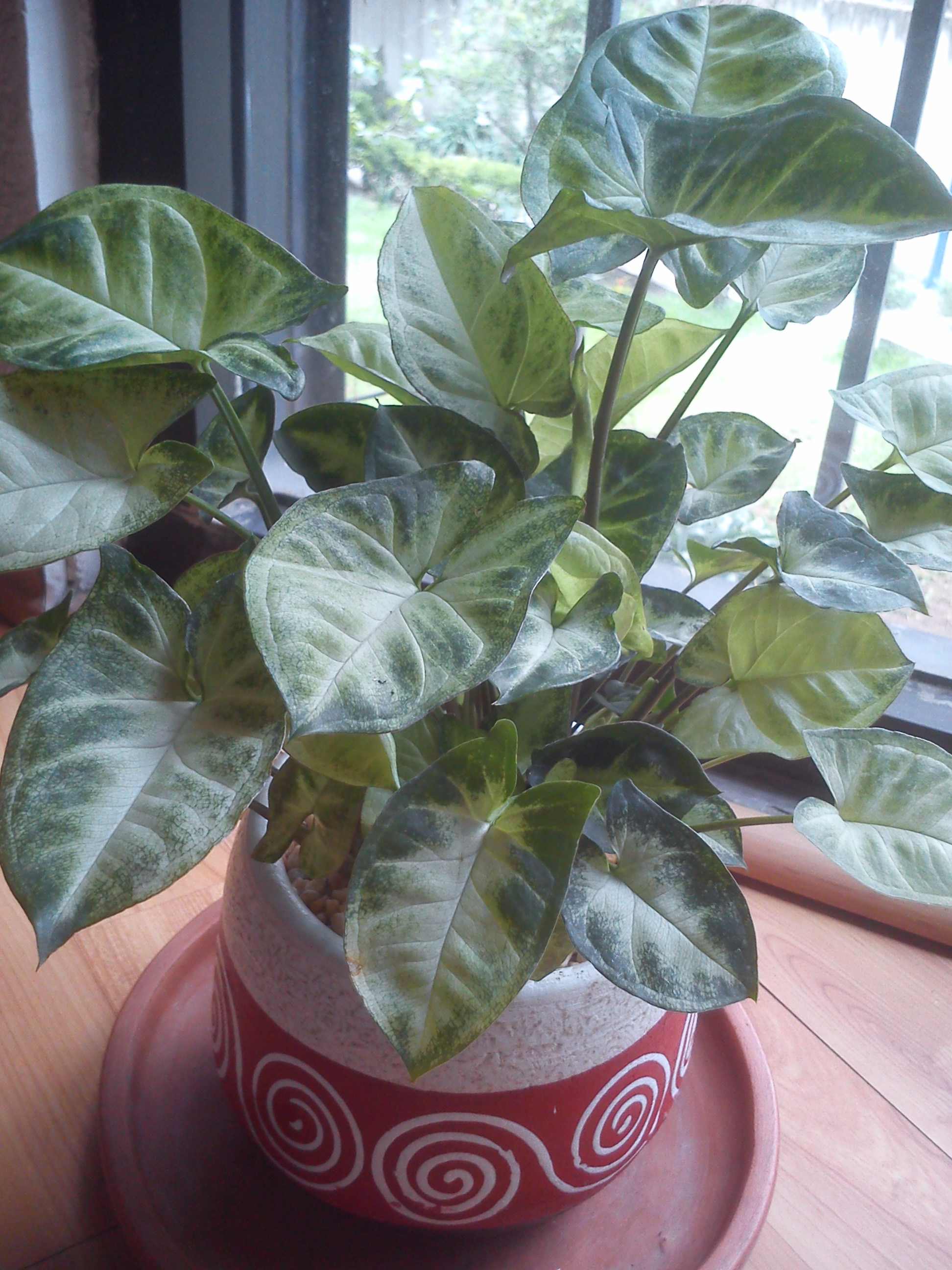
Sygonium

| - Syngonium angustatum - Syngonium angustifolium - Syngonium armigerum - Syngonium atrovirens - Syngonium auritum - Syngonium chiapense - Syngonium chocoanum - Syngonium crassifolium - Syngonium dodsonianum - Syngonium erythrophyllum - Syngonium foreroanum - Syngonium gentryanum - Syngonium glaucopetiolatum - Syngonium harlingianum - Syngonium hastiferum - Syngonium hastifolium | - Syngonium hoffmannii - Syngonium laterinervium - Syngonium llanoense - Syngonium macrophyllum - Syngonium mauroanum - Syngonium meridense - Syngonium neglectum - Syngonium oduberi - Syngonium podophyllum - Syngonium salvadorense - Syngonium schottianum - Syngonium sparreorum - Syngonium standleyanum - Syngonium steyermarkii - Syngonium triphyllum - Syngonium wendlandii - Syngonium yurimaguense |